# Centre bavarois de recherche appliquée en énergie
Le centre bavarois de recherche appliquée en énergie (en allemand, Bayerisches Zentrum für Angewandte Energieforschung, ZAE) est un institut de recherche extra-universitaire financé institutionnellement par le ministère de Bavière des affaires économiques, du développement régional et de l'énergie. L'institut, créé en décembre 1991, propose des programmes complets de recherche et d'innovation dans le domaine des systèmes énergétiques efficaces et durables. Ses deux principaux sites se situent à Wurtzbourg et à Garching bei München, ainsi que trois succursales à Hof-sur-Saale, Arzberg et Nuremberg.
Depuis sa fondation en décembre 1991, l’association avait pour objectif de promouvoir la recherche énergétique et de dispenser un enseignement, une formation, des conseils, une information et une documentation dans tous les domaines intéressant la technologie énergétique et ses sciences.

## Recherche et compétences
Les sources d'énergie renouvelable, le stockage de l'énergie et l'efficacité énergétique figurent parmi les principaux domaines de recherche et de compétence de ZAE. En outre, l'institut s'occupe de la recherche sur les matériaux axée sur les applications, du développement de composants et de l'optimisation des systèmes, ainsi que de l'intégration de ces domaines de recherche dans divers projets mis en œuvre avec des partenaires industriels de toutes tailles, partenaires de recherche universitaires et non universitaires.

## Domaines de recherche
Les domaines de recherche de l'institut sont consacrés à l'utilisation accrue des énergies renouvelables et à l'amélioration de l'efficacité énergétique. En particulier, la ZAE traite des :
- Nanomatériaux
- Thermophysique
- Stockage de l'énergie
- Processus économes en énergie
- Bâtiments optimisés en énergie
- Énergie solaire photovoltaïque
- Modélisation de système d'ingénierie

## Coopérations
- Université de Wurtzbourg
- Université Friedrich-Alexander d'Erlangen-Nuremberg
- Université technique de Munich
- Association allemande de recherche industrielle Konrad Zuse
- Association de recherche en énergie renouvelable (ForschungsVerbund Erneuerbare Energien)
- Association fédérale du stockage d'énergie (Bundesverband Energiespeicher)